# Ebhang
Ebhang, ook Ibhang, is een dorpscommissie (Engels: village development committee, afgekort VDC; Nepalees: panchayat)  in het oosten van Nepal, gelegen in het district Ilam in de Mechi-zone. Ten tijde van de volkstelling van 2001 had het een inwoneraantal van 5179 personen, verspreid over 896 huishoudens; in 2011 waren er nog 5098 inwoners, verspreid over 1061 huishoudens.